# Wang Xiaoshuai
Wang Xiaoshuai (xinès simplificat: 王小帅) (Xangai, 1966) director de cinema, un dels representants de la Sisena Generació, també definida com Generació urbana de cineastes xinesos i una figura cabdal del cinema independent.

## Biografia
Wang Xiaoshuai va néixer el 22 de maig a Xangai el 1966, però molt aviat, durant la Revolució Cultural els seus pares van ser enviats a Guiyang (província de Guizhou) on Wang va estudiar pintura. El 1979 la família es va traslladar a Wuhan i el 1981 a Pequín on va estudiar pintura a l'Acadèmia Central de Belles Arts fins que el 1985, va abandonar els seus estudis de pintura per entrar a l'Acadèmia de Cinema de Pequín, a la secció de direcció. Després de graduar-se, Wang, va ser destinat als estudis de cinema de Fujian, on va treballar com a ajudant durant dos anys. El 1990 va tornar a Pequín, sense diners i sense opció de treballar dins l’aparell cinematogràfic estatal.
Els directors de la Sisena Generació, en general fan un cinema on les seves històries són menys èpiques i fan menys ús de les al·legories històriques, ja que es preocupen més per “l'aquí i ara”. El seu estil visual també és molt diferent del simbolisme artístic utilitzat sovint per reconeguts directors xinesos (com Zhang Yimou i Chen Kaige), ja que les seves pel·lícules, amb restriccions pressupostàries, són menys vistoses, de vegades utilitzant actors no professionals, i amb una forta influència dels anuncis de televisió.
Seguint els passos del seu amic el director Zhang Yuan, el 1993 va escriure i dirigir el seu primer film 冬春 的 日子 (The Days). La pel·lícula es roda en blanc i negre, amb un pressupost inferior a 10.000 dòlars, el rodatge es realitza els caps de setmana amb els amics del director, entre ells el pintor Liu Xiaodong, en els papers principals i explica la història, d’una artista que viu amb Chun (春), també artista, acabat de graduar-se en Belles Arts, a Pequín. El seu somni és viure del seu art, però a poc a poc la seva passió s’esvaeix. La noia acaba marxant l'estranger per casar-se. Pel que fa a Dong, la solitud el torna boig. Va ser vista com un homenatge als artistes, i en particular als cineastes xinesos, que lluitaven per donar-se a conèixer, però aixafats per la indiferència i fins i tot per l’hostilitat general de les autoritats; apareix a la llista negra després del llançament i se li prohibeix la distribució.
La pel·lícula va participar en nombrosos festivals internacionals (Vancouver, Berlín, Londres, Nantes, Rotterdam).
El 1996, Wang va dirigir la seva segona pel·lícula, 极度 寒冷 (Frozen) basada en fets reals i protagonitzada com actor principal per Jia Hongsheng (贾宏 声), que es convertiria en una figura central de la sisena generació.
A finals de 1996, va dirigir (Biandan guniang / 扁担 · 姑娘) (A vietnamese girl) amb el suport de la productora de Tian Zhuanzhuang (田壮壮), però la pel·lícula va ser rebutjada pel comitè de censura. La pel·lícula trigarà tres anys a tornar-se a rodar i reeditar, amb canvi de títol a " 扁担·姑娘 (So clos to paradise") produïda per Han Sanping (韩三平) als estudis de Pequín i d'alguna forma es va convertir en la primera pel·lícula de Wang produïda dins els canons oficials.
Entre 2003 i 2005 va dirigir tres pel·lícules amb molt èxit i ressò internacional: "Beijing Bicycle" (十七 岁 的 单车) va guanyar l'Ós de Plata al Festival de Cinema de Berlín. És una pel·lícula que ara és una fita en la història del cinema xinès. Ha estat comparada amb "El lladre de bicicletes" (1948) de Vittorio de Sicca.
El 2005 l'escriptora Bi Shumin va publicar la novel·la "血 玲珑", en anglès "Blood Crystal" on retrata el problema d'una dona que té un a filla amb anèmia galopant perquè la medul·la òssia ja no produeix els glòbuls i les plaquetes necessàries per renovar la sang. Cal fer un trasplantament per salvar-la, però les anàlisis mostren que el pare biològic no és qui es pensa ... És una història que ha inspirat molts guions, com el de pel·lícula de Wang, 左右 (In Love We Trust) estrenada el 2007.
Drifters" (二弟), presentada a Canes, i Shanghai Dreams" (青 红), considerat el film més personal i autobiogràfic de l'autor i premiada al Festival de Canes.
Amb 左右 (In Love We Trust) del 2008 i 日照 重庆 (Chongqing Blues) del 2010 torna a potenciar la seva presència internacional amb un premi al Festival de Berlín i presentació al de Canes, respectivament.
El film 我十一 (11Flowers) del 2011 va ser la primera coproducció oficial sino-francesa. La pel·lícula es va presentar al Festival Internacional de Cinema de Toronto i en competició al Festival de Cinema de Sant Sebastià. Es tracta d’una obra madura, que també s’ha beneficiat d’una producció internacional excepcional.
El 2019 va presentar el seu film So Long, My Son (xinès: 地久天长, o Di Jiu Tian Chang) al 69è Festival Internacional de Cinema de Berlín, on els seus dos protagonistes Wang Jingchun i Yong Mei, van obtenir l'Os de Plata al millor actor i a la millor actriu. També va obtenir el Premi al millor director en l'Asian Film Awards de Hong Kong de l'any 2020 i el millor guió al Golden Rooster Awards (Jinji Jiang) de l'any 2019.
El 2022 va rodar The Hotel història ambientada en els primers dies del confinament per la pandèmia, un petit grup de turistes xinesos queda atrapat a un hotel tailandès. La tancada total desencadena embolics emocionals, tensions i la revelació de secrets guardats durant molt de temps. La pel·lícula reflexiona sobre la pandèmia i els seus efectes devastadors en les generacions més joves, inspirant-se en la pròpia experiència del director.l Va rebre el Premi al millor director en l'edició Xè del Asian Film Festival Barcelona de l'any 2022.
El 2024 va presentar a la Secció "Generation Plus" de la Berlinale (74è Festival Internacional de Cinema de Berlín) el seu film 沃土- Wo Tu- (Avobe the Dust) adaptació d'un conte de Li Shijiang.

## Filmografia

### Com actor
| Any  | Títol anglès   | Director        | Paper        |
| 1994 | Weekend Lover  | Lou Ye          | Zhang Chi    |
| 1998 | The Red Violin | François Girard | Polícia jove |
| 2004 | The World      | Jia Zhangke     |              |
| 2006 | Karmic Mahjong | Wang Guangli    |              |

### Com director
| Any  | Títol anglès         | Títol xinès  |
| 1993 | The Days             | 冬春的日子   |
| 1997 | Frozen               | 极度寒冷     |
| 1998 | So Close to Paradise | 扁担·姑娘    |
| 1999 | The House            | 梦幻田园     |
| 2001 | Beijing Bycicle      | 十七岁的单车 |
| 2002 | "The New Year"       |              |
| 2003 | Driffters            | 二弟         |
| 2005 | Shanghai Dreams      | 青红         |
| 2008 | In Love We Trust     | 左右         |
| 2010 | Chongqing Blues      | 日照重慶     |
| 2011 | 11 Flowers           | 我十一       |
| 2014 | Red Amnesia          | 闖入者       |
| 2018 | Chinese Portrait     | 我的镜头     |
| 2019 | So Long, My son      | 地久天长     |
| 2022 | The Hotel            |              |
| 2024 | Above the Dust       | 沃土         |

Premis i distincions
- 1994: Guanyador de l’Alexandre d’Or del Festival Internacional de Cinema de Tessalònica per 冬春的日子 (The Days).
- 2001: Ós de Plata - Premi Especial del Jurat per 十七岁的单车 (Beijing Bicycle”) al 51è Festival Internacional de Cinema de Berlín.
- 2005: Premi del Jurat del 58è Festival Internacional de Cinema de Canes per 青红 (Shanghai Dreams).
- 2005: Premi Llop d'Or del Festival de Cinema Nits Negres de Tallinn o PÖFF Festival de Cinema Nits Negres de Tallinn o PÖFF per Shanghai Dreams
- 2008: 左右 (In Love Wu Trust) va guanyar l'Ós de Plata al millor guió al 58è Festival Internacional de Cinema Berlín.
- 2010: Segon premi anual de director de l'Associació de Directors de Cinema de la Xina.
- 2010: Va ser nomenat cavaller de l'Orde de les Arts i les Lletres distinció atorgada pel Ministeri de Cultura de França.
- 2018: Lifetime Achievement Award i va presidir el Jurat del 24è Festival Internacional de Cinema d’Àsia a Vesoul, França.